# 寺島町 (浜松市)
寺島町（てらじまちょう）は静岡県浜松市中央区の町名。丁番を持たない単独町名である。住居表示未実施。

## 地理
浜松市中央区の中心部、JR浜松駅の南に位置する。東で中島三丁目、西で海老塚二丁目、南で浅田町及び龍禅寺町、北で砂山町及び北寺島町と接する。

### 河川
- 新川

### 学区
- 浜松市立竜禅寺小学校
- 浜松市立南部中学校

## 歴史

### 町名の由来
馬込川の島状の中洲ができ、その中洲には寺院があったことから寺島と命名されたと考えられる。

### 沿革
- 1889年（明治22年）4月1日 - 町村制が施行される。敷知郡浜松寺島村が周辺の村と合併し、敷知郡白脇村となる。なお、一部は浜松町へ編入される。旧村名は白脇村の大字として残る[WEB 7][書籍 2]。
- 1896年（明治29年）4月1日 - 郡制施行により、浜名郡に変更。
- 1904年（明治37年）12月14日 - 白脇村の一部（現在の砂山町・寺島町・北寺島町・龍禅寺町にあたる地域）が浜松市に編入される。
- 1925年（大正14年）5月1日 - 地籍整理により、大字寺島から寺島町が町名変更する。北馬込・大字浜松八幡地・大字龍禅寺の各一部を編入し、一部を松江町・砂山町・北寺島町・龍禅寺町へ割譲する[書籍 1]。
- 2007年（平成19年）4月1日 - 浜松市が政令指定都市となる。寺島町は中区の一部となる。
- 2024年（令和6年）1月1日 - 浜松市の行政区再編により、寺島町は中央区の一部となる。

## 施設
- 浜松市立寺島保育園
- 学校法人無憂樹学園駅南幼稚園
- 学校法人静岡自動車学園 専門学校 浜松工科自動車大学校
- 河合楽器製作所、カワイビジネスソフトウェア 本社
- カワイ音楽学園
- ウエルシア浜松寺島町店
- ファミリーマート浜松寺島町店

## 交通

### バス
- 遠鉄バス4中田島線、5三島江之島線：（浜松駅 - ）寺島町公会堂（ - 中田島車庫／南行政センター・遠州浜四丁目 方面）

### 道路
- 浜松市道曳馬中田島線（中田島街道）
- 浜松市道砂山北寺島2号線（河合楽器通り）

## その他

### 警察
警察の管轄区域は以下の通りである。
| 番・番地等 | 警察署         | 交番・駐在所 |
| ---------- | -------------- | ------------ |
| 全域       | 浜松中央警察署 | 駅南交番     |

### 消防
消防の管轄区域は以下の通りである。
| 番・番地等 | 消防署   | 本署/出張所 |
| ---------- | -------- | ----------- |
| 全域       | 南消防署 | 本署        |

### 書籍
1. 1 2  『わがまち文化誌 汽笛・ステンショ・まちこうば』浜松市南部公民館活動推進委員会、1991年3月31日、193頁。
2. ↑  『浜松市史 三』浜松市役所、1980年3月26日、176頁。

### WEB
1. ↑  “h02_22.csv”.   総務省 (2022年2月10日). 2024年10月4日閲覧。
2. ↑  “chuouku_menseki.xlsx”.   浜松市 (2024年3月12日). 2024年10月4日閲覧。
3. ↑  “静岡県 浜松市中央区 寺島町の郵便番号 - 日本郵便”.   日本郵便. 2025年2月15日閲覧。
4. ↑  “市外局番の一覧” (PDF).   総務省 (2022年3月1日). 2024年6月17日閲覧。
5. ↑  “事業所案内及び管轄地域（事務所3件、分室3件）”.   一般社団法人静岡県自動車会議所. 2024年6月17日閲覧。
6. ↑  “住居表示実施状況／浜松市”.   浜松市 (2024年1月4日). 2024年6月17日閲覧。
7. ↑  “historyofcities.pdf”.   静岡県総務部合併推進室・財団法人静岡県市町村振興協会. 2024年9月19日閲覧。
8. ↑  “駅南交番｜静岡県警察”.   静岡県警察 (2024年1月1日). 2024年6月17日閲覧。
9. ↑  “消防署の町別管轄「て」／浜松市”.   浜松市 (2023年4月3日). 2024年6月17日閲覧。